# Cubilote

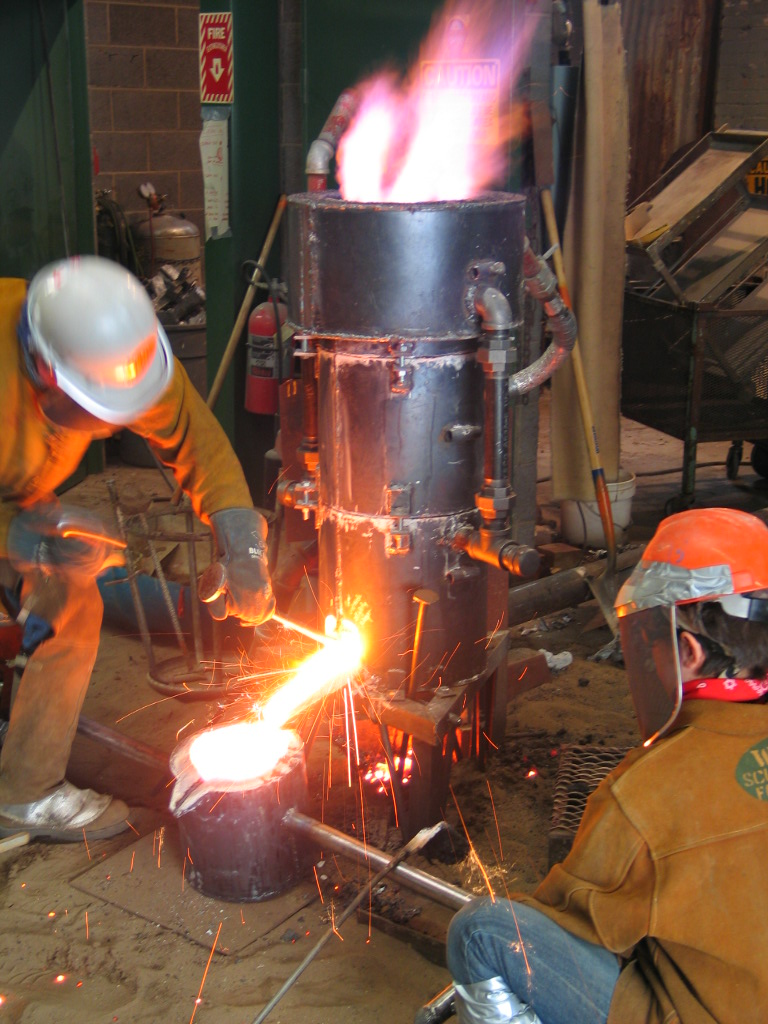
Un pequeño cubilote utilizado en la Wayne State University, en Detroit, Míchigan

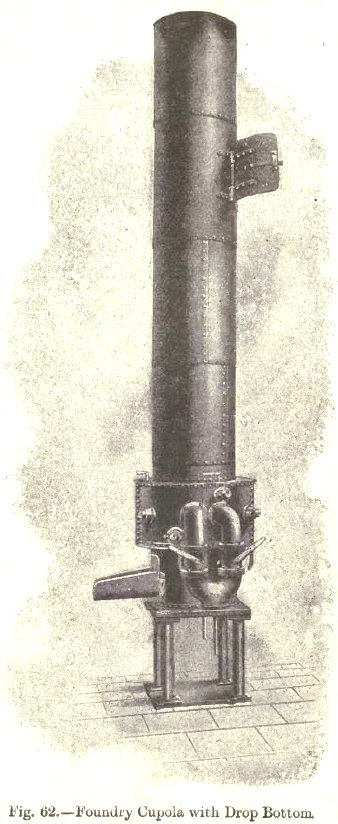
Cubilote antiguo

Un cubilote es un horno vertical para refundir los lingotes de hierro que se obtienen en los altos hornos, chatarra reutilizada, alimentadores y bebederos de piezas fundidas anteriormente. Principalmente se usa para fundir fundición gris y se vale de la ayuda de metales añadidos al momento del sangrado denominados inoculantes se puede obtener fundición nodular, eventualmente se usa también para aleaciones de cobre, aunque su uso no es muy difundido. Del material líquido vaciado en moldes apropiados se podrá fabricar directamente piezas de maquinaria y objetos de hierro fundido.

## Características
El cubilote es básicamente un tubo de forma vertical que sirve de soporte al refractario que lo recubre interiormente. Existen cubilotes hechos hasta de cilindros vacíos de aceite apilados uno encima del otro y recubiertos de arcilla de carácter refractario. Lógicamente estos lotes de producción serán para uso eventual o en zonas aisladas. Comercialmente los cubilotes oscilan entre los 450 mm (18") de diámetro interior con producciones de algunos cientos de kilos hora de fundición gris hasta unidades de más de 2 m de diámetro interno (80") con producción de varias toneladas por hora. 
Al cubilote lo rodea un anillo cerrado de mayor diámetro denominado caja de viento donde se sopla aire externo con una cierta presión que estará en función del diámetro y altura del cubilote llegando desde los 400 mm de columna de agua de presión estática hasta más de 1200 mm de la misma. El cubilote consume en términos generales el mismo peso en aire que el del metal que logra fundir y la relación de metal a carbón que son cargados por la boca de carga alternativamente puede oscilar entre una parte de carbón por seis de metal hasta una de carbón por diez de metal, dependiendo de las características del carbón, de las dimensiones del cubilote y del diseño de las toberas de soplado. Existen cubilotes que aprovechan los gases de escape para precalentar el aire de soplado y los resultados han sido variados desde unidades que logran gran eficiencia térmica precalentando hasta los +525 °C el aire de soplado hasta unidades cuyos costos de operación y mantenimiento del sistema de precalentamiento suben tanto que hacen que el sistema no sea rentable.
El cubilote es el único horno de fusión secundaria, no siderúrgico, que tiene al metal y al combustible en contacto directo por lo que logra altos grados de eficiencia térmica. El combustible más usado es el coque de carbón, el carbón mineral y el carbón vegetal obteniéndose con este último hierro fundido de muy bajo contenido de azufre, la implicancia de tipo ecológico hace que esto solo sea posible actualmente con carbón obtenido de bosques cultivados. Actualmente hay una empresa inglesa que ha desarrollado un cubilote que no usa carbón y lo reemplaza por quemadores de gas natural con la adición de unas bolas cerámicas dentro del horno para permitir el paso de los gases de combustión.
El cubilote está forrado interiormente de ladrillos refractarios y tiene dos aberturas opuestas en la parte baja a las cuales se les da el nombre de boca de sangría y de escoriado: por ellas sale el metal líquido fundido y por la otra la escoria de fundición que no es otra cosa que las cenizas de combustión, los óxidos metálicos no reducidos, las impurezas de la chatarra, el refractario consumido y cualquier otro elemento diferente al metal deseado. Con la finalidad de darle mayor fluidez a la escoria se carga junto con el carbón un porcentaje de alrededor de 6% de piedra caliza en trozos que se fundirá y dará facilidad a la descarga de la escoria del horno.
En cubilotes primitivos la boca de sangrado se usaba para vaciar el caldillo del metal después de fundido, el cual viene por un caño de hierro y cae en la cuchara corriendo por ella hasta la pieza que debe fundirse. En la actualidad es frecuente en las operaciones comerciales la descarga continua en un ante crisol que es un recipiente de almacenaje temporal que permite vaciar piezas de mayores dimensiones y sobre todo de una calidad más homogénea al permitir la mezcla de las diferentes cargas que se han realizado al cubilote. En el fondo del cubilote se encuentra una tapa articulada cuya función es descargar los sobrantes de carbón, metal y escoria cuando se desea acabar con el ciclo de fundido. 
En la parte alta tiene el cubilote otra abertura llamada boca de carga por la cual se echa el metal que debe fundirse con el carbón que se cargaran junto con el fundente en cargas alternadas sobre una cama de carbón incandescente que se carga inicialmente al prender el cubilote sin ningún metal, una vez esta carga denominada cama se encuentra totalmente encendida se inician las cargas alternadas de metal y carbón/fundente, la altura de la cama debe de mantenerse a lo largo de la fusión para asegurar una temperatura homogénea en el metal obtenido y el lograrlo es la parte más compleja de la operación del cubilote.
Además de las aberturas indicadas, hay otros agujeros circulares o rectangulares para que a través de ellos entre el aire de soplado, en la actualidad el número de toberas será dependiente del diámetro del cubilote y su área es usualmente proporcional al área interna del mismo. Hay numerosas disposiciones de las mismas en una o dos capas, con funcionamiento alternante para prevenir la obturación de las mismas y aún las hay fabricadas de bronce con refrigeración interna para producir un soplado que penetre más al centro del cubilote a fin de que arda el combustible más eficientemente.
El cubilote aún en la actualidad sigue siendo el horno de fundición para metal ferroso de uso más extendido en el mundo teniendo solo como limitante el que no llega a fundir aceros por la ganancia de carbono que se produce dentro del cubilote aún cargando solo chatarra de acero. Se usa también como elemento primario de fusión para trabajar en forma "duplex" con hornos eléctricos de inducción o arco en donde se hace la reducción del carbono y ajuste metalúrgico.